# Trachylepis sparsa
Trachylepis sparsa är en ödleart som beskrevs av  Mertens 1954. Trachylepis sparsa ingår i släktet Trachylepis och familjen skinkar. Inga underarter finns listade i Catalogue of Life.